# Fokker F.XIV

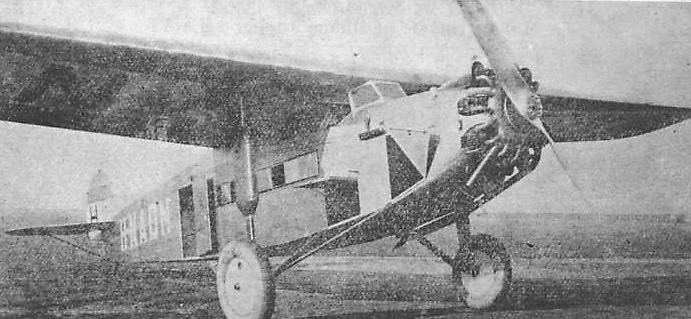
Fokker F.XIV, foto uit Annuaire de L'Aéronautique 1931

De Fokker F.XIV was een speciaal vrachtvliegtuig. In het begin van de luchtvaart was er weinig vraag naar vrachtvliegtuigen. De vracht ging meestal gewoon mee met de passagiersvliegtuigen. Aan het einde van de jaren 20 kwam er langzaam maar zeker toch vraag naar dit soort toestellen en zo ontstond er een nieuwe markt.
De F.XIV werd ontworpen door Reinhold Platz. Er was een Gnôme-Rhône Jupiter motor van 450 pk (= 329 kW) ingebouwd. De vrachtruimte was 5 m lang, 1,80 m breed en 1,50 m hoog. Het toestel was in februari 1929 gereed. Op 22 februari 1929 vond de eerste vlucht plaats met Emil Meinecke vanaf Schiphol. Op 14 juni 1929 werd het toestel getest door de KLM. Het toestel kon worden overgenomen, maar door de economische crisis ging dit niet door en geleidelijk verdween ook de vraag naar deze toestellen.
Na de weigering van de KLM zat Fokker met het toestel in zijn maag. Men wilde de verkoopkansen verhogen door er een passagiersvliegtuig met drie motoren van te maken. De veranderingen waren niet moeilijk aan te brengen. De Jupiter motor maakte plaats voor drie Lorraine Algol l9 Na motoren van 370 pk (= 270 kW) elk. Om de cilinders waren Townend ringen aangebracht en er waren driebladige propellers aangebracht. Er werden ramen in de cabine aangebracht en de cabine werd ingericht voor 8 personen. De aanduiding werd veranderd in F.XIV3m. Het vliegtuig was sneller dan de F.VIIA en F.VIIb-3m. Het werd aangeboden aan de KLM voor testen, maar het lukte niet het toestel te verkopen aan de KLM of een andere luchtvaartmaatschappij.
Het toestel vond zijn eindbestemming in een speeltuin bij een restaurant. De nieuwe eigenaar kocht het samen met een C.V en C.Vw voor fl.800,-- + fl.35,-- transportkosten. Ze werden in mei 1940 vernietigd.  